# 腺齿省沽油
腺齿省沽油（学名：Staphylea shweliensis），为省沽油科省沽油属下的一个种。

## 扩展阅读
維基物種上的相關：腺齿省沽油